# عمل عاطفي
العمل العاطفي هو عملية إدارة المشاعر والتعابير لتلبية المتطلبات العاطفية للوظيفة. على وجه التحديد، يُتوقع من العاملين أن ينظموا شخصياتهم أثناء التفاعل مع العملاء وزملاء العمل والمديرين. يتضمن ذلك تحليل واتخاذ القرارات فيما يتعلق بتعبير العاطفة، سواء شعورًا فعليًا أم لا، فضلاً عن العكس: قمع المشاعر التي يشعر بها الشخص ولكنها لا تعبّر عنها. يتم ذلك لإنتاج شعور معين في العميل أو الزبون يسمح للشركة أو المنظمة بالنجاح.
تم تحديد الأدوار التي تتطلب العمل العاطفي في مجالات مثل التعليم والإدارة العامة والقانون ورعاية الأطفال والرعاية الصحية والعمل الاجتماعي والضيافة ووسائل الإعلام والدعاية والتجسس. مع تحول الاقتصادات الخاصة ببعض الدول من الصناعة إلى اقتصاد قائم على الخدمات، يُتوقع من المزيد من العمال في مجموعة متنوعة من المجالات المهنية إدارة مشاعرهم وفقًا لمطالب أصحاب العمل بالمقارنة مع ستين سنة مضت.

## تعريف

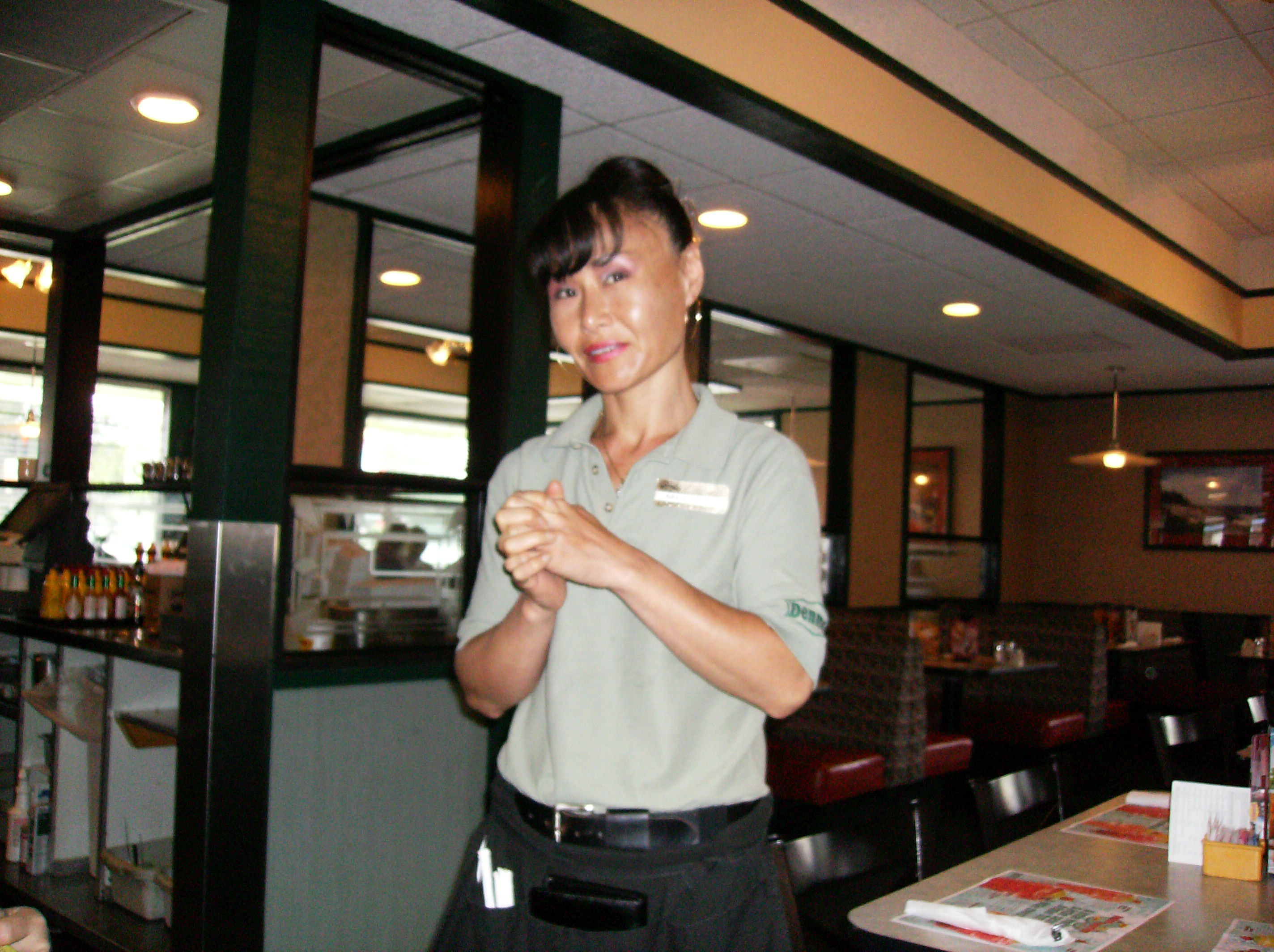
يُتوقع من النادلة في مطعم أن تقوم بالعمل العاطفي، مثل الابتسام والتعبير عن العواطف الإيجابية تجاه العملاء.

قدمت عالمة الاجتماع أرلي هوشيلد أول تعريف للعمل العاطفي، والذي يتمثل في عرض مشاعر معينة لتلبية متطلبات العمل. يُشير المصطلح المرتبط "عمل العاطفة" (يُطلق عليه أيضًا "إدارة العواطف") إلى عرض مشاعر معينة لأغراض شخصية، مثل ضمن النطاق الخاص في المنزل أو التفاعلات مع العائلة والأصدقاء. حددت هوشيلد ثلاثة استراتيجيات لتنظيم العواطف: الاستراتيجية المعرفية والجسدية والتعبيرية. في إطار العمل العاطفي المعرفي، يحاول الشخص تغيير الصور أو الأفكار أو التفكير بها بهدف تغيير المشاعر المرتبطة بها. على سبيل المثال، يمكن للشخص أن يربط صورة عائلية بالشعور بالسعادة وأن يفكر في تلك الصورة عندما يحاول الشعور بالسعادة. في إطار العمل العاطفي الجسدي، يحاول الشخص تغيير الأعراض الجسدية لإنشاء عاطفة مرغوبة. على سبيل المثال، يمكن للشخص محاولة التنفس العميق للتخفيف من الغضب. في إطار العمل العاطفي التعبيري، يحاول الشخص تغيير الإيماءات التعبيرية لتغيير المشاعر الداخلية، مثل الابتسامة عند محاولة الشعور بالسعادة.
بينما يحدث عمل العواطف في النطاق الخاص، فإن العمل العاطفي هو إدارة العواطف داخل مكان العمل وفقًا لتوقعات صاحب العمل. يتم تعريف الوظائف التي تتطلب العمل العاطفي على أنها تلك التي:
1. تتطلب التواصل الوجه لوجه أو صوت لصوت مع الجمهور.
2. تتطلب من العامل إنتاج حالة عاطفية في شخص آخر.
3. تسمح لصاحب العمل، من خلال التدريب والإشراف، بممارسة درجة من السيطرة على الأنشطة العاطفية للموظفين.

هوتشيلد (1983) يؤكد أنه في إطار عملية التجعيد هذه، يشعر العاملون في قطاع الخدمة بالاغتراب عن مشاعرهم الخاصة في مكان العمل.

## استخدام بديل
تم تطبيق المصطلح في السياقات الحديثة للإشارة إلى المهام المنزلية، وتحديدًا العمل غير المدفوع الذي غالبًا ما يتوقع من النساء، على سبيل المثال، تذكير شريكهن بالمهام المنزلية. يمكن أيضًا أن يشير المصطلح إلى الاستشارة غير الرسمية، مثل تقديم النصيحة لصديق أو مساعدة شخص ما في التعامل مع انفصال عاطفي. عندما تمت مقابلة هوتشيلد حول هذا التغير في الاستخدام، وصفته بأنه توسع مفهومي، معبرة عن أنه جعل المفهوم أكثر غموضًا وأحيانًا يطبق على أشياء تعتبر ببساطة عملًا، على الرغم من أن طريقة تنفيذ هذا العمل قد تجعله عملاً عاطفيًا أيضًا.
تم تقديم هذا الاستخدام الحديث للمصطلح في الأصل من قبل غير المتخصصين في المجال، وبالتالي تعرض للانتقاد من قبل الأطباء والمتخصصين النفسيين.

## العوامل المحددة
1. القيم الاجتماعية والمهنية والتنظيمية: على سبيل المثال، تشير الأدلة التجريبية إلى أنه في المتاجر "المزدحمة" بشكل عام، هناك مزيد من التشريعية للتعبير عن العواطف السلبية مقارنة بالمتاجر "البطيئة" بشكل عام، حيث يتوقع من الموظفين أن يتصرفوا وفقًا لقواعد العرض. وبالتالي، تؤثر الثقافة العاطفية التي ينتمي إليها الشخص على التزام الموظف بتلك القواعد.
2. الصفات الفطرية والشعور الداخلي في العمل: مثل التعبير العاطفي للموظفين، والذي يشير إلى القدرة على استخدام التعابير الوجهية والصوت والإيماءات وحركات الجسم لنقل العواطف؛ أو مستوى هوية المهنة للموظفين (أهمية دور المهنة في هوية الذات)، الأمر الذي يسمح لهم بالتعبير عن العواطف المطلوبة من المنظمة بسهولة أكبر (لأن هناك أقل اختلاف بين السلوك المعبر عنه والتجربة العاطفية عند الانخراط في عملهم).
3. تنظيم المشرفين لقواعد العرض: يحتمل أن يكون المشرفون محددين مهمين لقواعد العرض على مستوى الوظيفة، نظرًا لتأثيرهم المباشر على اعتقادات العمال حول توقعات الأداء العالي. وعلاوة على ذلك، فإن انطباعات المشرفين بشأن الحاجة إلى كبت العواطف السلبية في العمل تؤثر على انطباعات الموظفين بشأن تلك القاعدة العرضية.

## التمثيل الظاهري والتمثيل العميق
قسمت النص الأساسي لأرلي هوشيلد العمل العاطفي إلى مكونين: التمثيل الظاهري والتمثيل العميق. يحدث التمثيل الظاهري عندما يعرض الموظفون العواطف المطلوبة للوظيفة دون تغيير مشاعرهم الفعلية. التمثيل العميق هو عملية مجهدة يقوم فيها الموظفون بتغيير مشاعرهم الداخلال العمل لتتوافق مع توقعات المنظمة، مما يؤدي إلى عرض عواطف أكثر طبيعية وصادقة. على الرغم من اختلاف العمليات الأساسية، إلا أن الهدف من كلاهما عادةً هو عرض العواطف الإيجابية، التي من المفترض أن تؤثر على مشاعر العملاء والنتائج النهائية (مثل المبيعات والتوصيات الإيجابية والعمل المتكرر). ومع ذلك، أظهرت الأبحاث عمومًا أن التمثيل الظاهري يكون أكثر ضررًا على صحة الموظفين. من دون مراعاة القيم الأخلاقية، يمكن أن تصبح نتائج العمل العاطفي على الموظفين سلبية بسهولة. يمكن استخدام الأخلاقيات التجارية كدليل للموظفين حول كيفية تقديم مشاعر متسقة مع القيم الأخلاقية، ويمكن أن تعرض لهم كيفية تنظيم مشاعرهم بشكل أسهل وأكثر راحة أثناء العمل.

## المهن

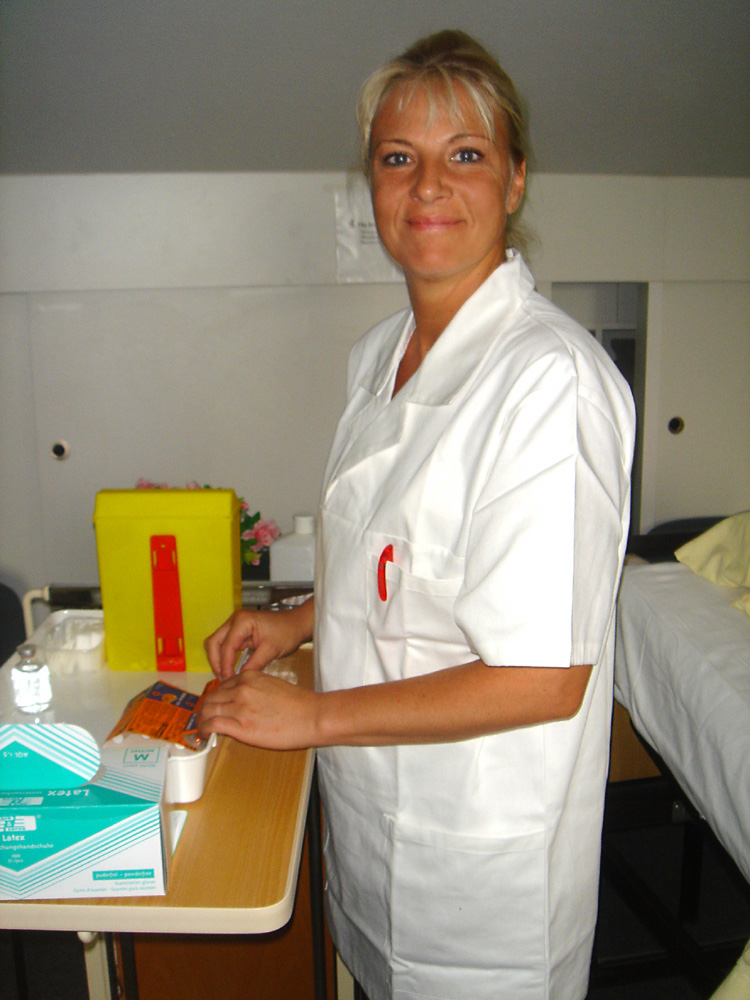
من المتوقع أن يعبر الممرض العامل في المستشفى عن عواطف إيجابية تجاه المرضى، مثل الدفء والرحمة.

في الماضي، كان يُنظر إلى متطلبات العمل العاطفي وقواعد العرض على أنها سمة لمهن معينة، مثل عمال المطاعم والصرَّافين وعمال المستشفيات ومحصِّلي الفواتير والمستشارين والسكرتيرات والممرضات. ومع ذلك، تم تصور قواعد العرض ليست فقط كمتطلبات دور لمجموعات مهنية محددة، ولكنها تعتبر أيضًا متطلبات تفاعلية في العمل، والتي يشترك فيها أنواع عديدة من المهن.

### المعلمون
أجروا زانغ وآخرون (2019) دراسة عن المعلمين في الصين، باستخدام استبيانات سأل الباحثون فيها عن تجربتهم في التدريس وتفاعلهم مع الأطفال وعائلاتهم. ووفقًا للعديد من الدراسات، فإن التعليم في مرحلة الطفولة المبكرة مهم لتنمية الطفل، والأمر الذي يمكن أن يؤثر على العمل العاطفي للمعلمين، جنبًا إلى جنب مع تأثير العمل العاطفي لهم على الأطفال. تركزت هذه الدراسة بشكل كبير على استخدام العمل العاطفي الظاهري في معلمي الطفولة المبكرة. وقد وجدت زانغ وآخرون (2019) أن العمل العاطفي الظاهري يستخدم بشكل أقل بشكل ملحوظ من العمل العميق والطبيعي في معلمي رياض الأطفال. كما وجدوا أن المعلمين ذوي الخبرة الأكثر كانت لديهم مستويات أعلى من العمل العاطفي، لأنهم إما لديهم مهارات أكثر لاختمار عواطفهم، أو أنهم أقل محرِّكًا لاستخدام العمل العاطفي الظاهري.

### محصِّلو الفواتير
في عام 1991، أجرى ساتون دراسة تحليلية مفصلة حول محصلي الفواتير في وكالة تحصيل الديون. ووجد أنه على عكس الوظائف الأخرى المذكورة هنا حيث يحتاج الموظفون إلى أن يظهروا في حالة سعادة واهتمام، فإن محصِّلي الفواتير يتم اختيارهم وتكوينهم ليظهروا الاستياء تجاه معظم المدينيين. على وجه التحديد، قامت وكالة التحصيل بتوظيف وكلاء يبدو أنهم يثيرهم بسهولة. ثم تم تدريب الوكلاء الجدد على متى وكيفية إظهار عواطف متنوعة لأنواع مختلفة من المدينين. أثناء عملهم في وكالة التحصيل، كانوا يُراقبون عن كثب من قِبَل مشرفيهم للتأكد من أنهم ينقلون بشكل متكرر الطلبات الملحة إلى المدينين.
يتألف العمل العاطفي لمحصّلي الفواتير من عدم السماح للمدينين الغاضبين والعدائيين بجعلهم غاضبين وعدم الشعور بالذنب بسبب الضغط على المدينين الودودين للحصول على المال. يتعاملون مع المدينين الغاضبين من خلال إظهار غضبهم علنًا أو صنع النكات عند انتهاء المكالمة. يقللون من الشعور بالذنب الذي يشعرون به من خلال الابتعاد عاطفيًا عن المدينين.

### عمال رعاية الأطفال

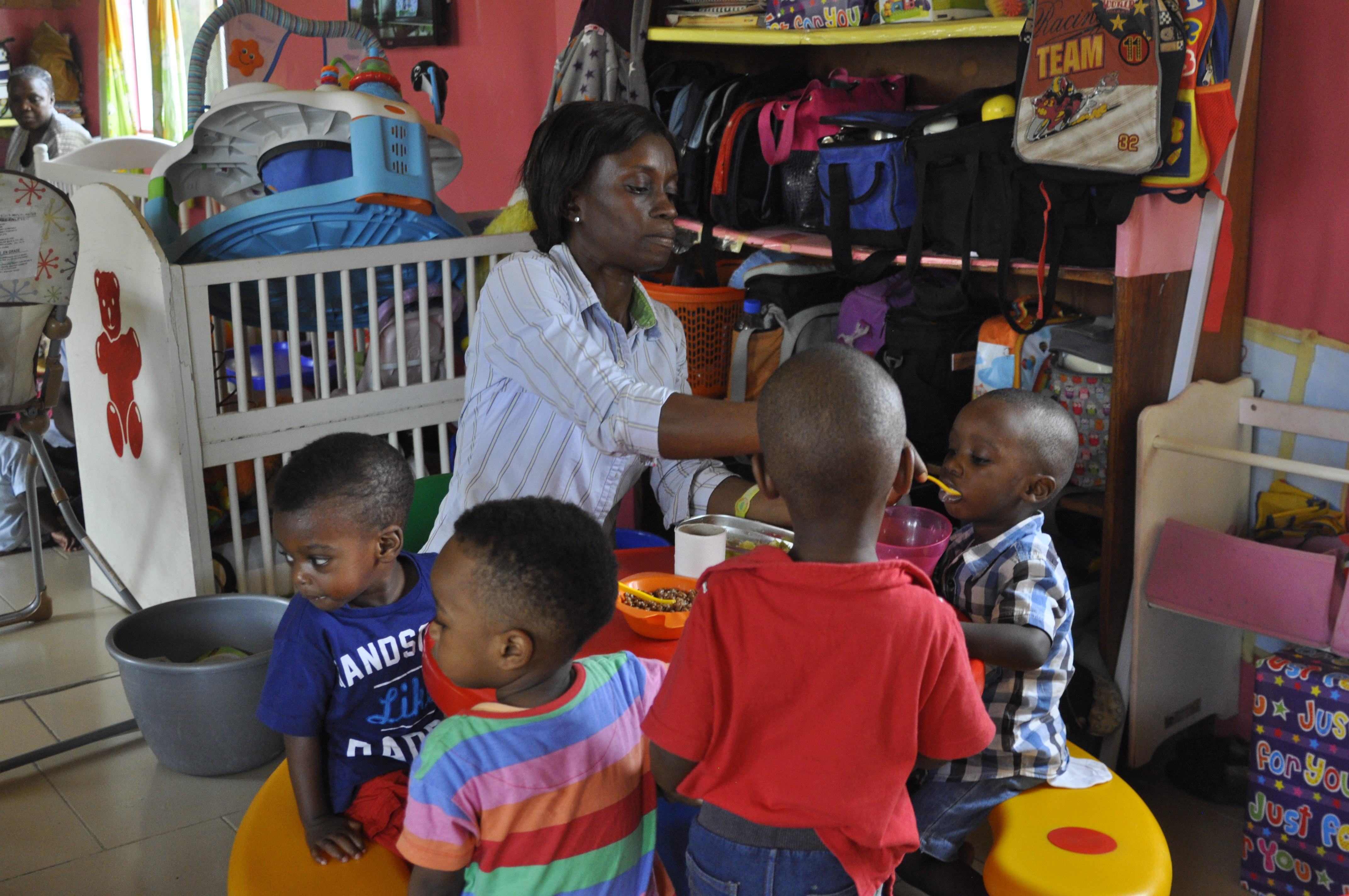
عاملة رعاية الأطفال في حضانة في نيجيريا

غالبًا ما يُنظر إلى المهارات المشتركة في رعاية الأطفال على أنها متأصلة في النساء، مما يجعل عناصر رعاية الأطفال غير مرئية. ومع ذلك، لا يقتصر اهتمام العديد من الباحثين على دراسة صعوبة ومهارة رعاية الأطفال فحسب، بل يشيرون أيضًا إلى أن العمل العاطفي في رعاية الأطفال فريد ويحتاج إلى دراسة مختلفة. يتطلب أداء العمل العاطفي تطوير رأس المال العاطفي، ويمكن تطوير ذلك فقط من خلال التجربة والتأمل. من خلال المقابلات شبه المنظمة، وجد إدواردز (2016) أن هناك عنصرين في العمل العاطفي في رعاية الأطفال بالإضافة إلى العنصرين الأصليين لهوشيلد: التوافق العاطفي والقمع العاطفي. أوضحت إدواردز (2016) أن القمع يعنى إخفاء العاطفة، في حين يعنى التوافق العاطفي تجربة العاطفة بشكل طبيعي وفقًا لما هو متوقع في العمل.

### عمال صناعة الأغذية

#### فرق الخدمة

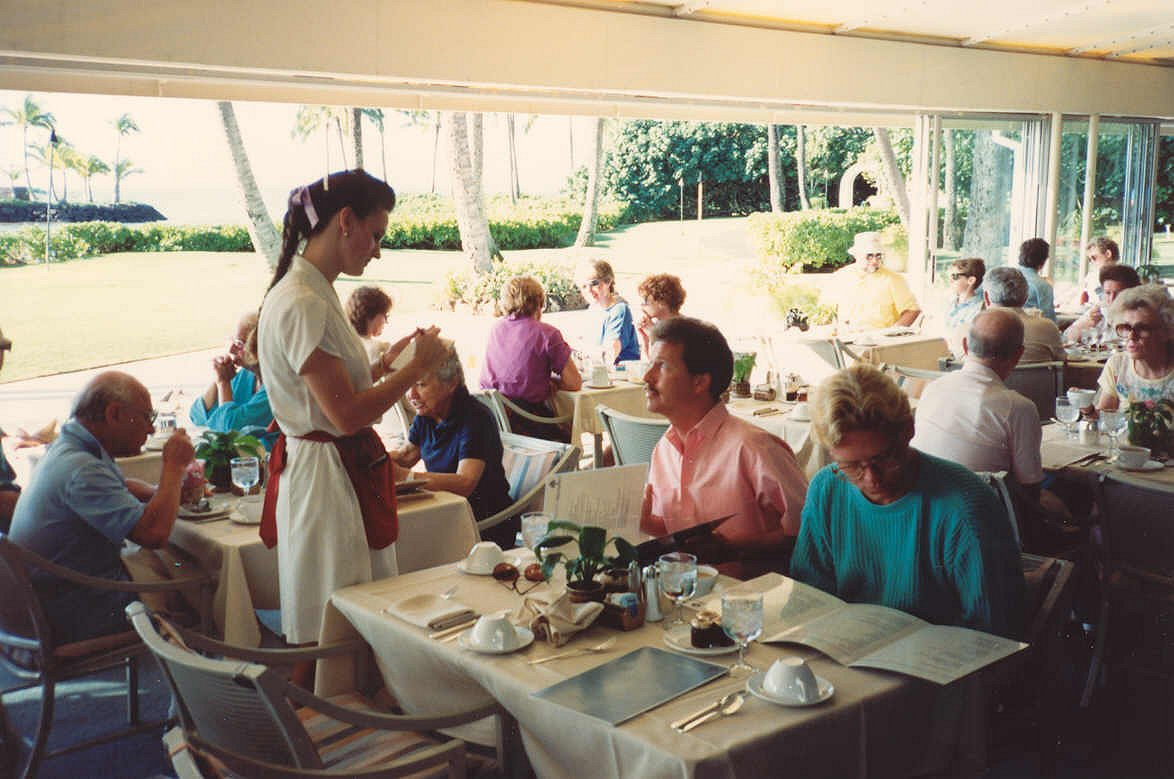
نادلة تأخذ طلبًا في مطعم أمريكي

في دراستها للنادلات في فيلادلفيا عام 1991، درس باولز كيف يتحكم هؤلاء العمال ويحمون هويتهم الذاتية خلال تفاعلاتهم مع الزبائن. في عمل المطاعم، يُعزز الانخراط الخاضع للزبائن من خلال "الرموز الثقافية التي تنبع من افتراضات متأصلة بعمق حول عمل الخدمة". نظرًا لعدم تنظيم النادلات بشكل صارم من قبل أصحاب العمل، تتحكم النادلات بأنفسهن في تفاعلاتهن مع الزبائن. وعلى الرغم من أنهن يتعرضن للتنميط والافتراضات المتعلقة بالخدمة في عمل المطاعم، إلا أن النادلات اللاتي تم دراستهن لم يتأثرن سلبًا بتفاعلاتهن مع الزبائن. بل على العكس، اعتبرن قدرتهن على إدارة عواطفهن مهارة قيمة يمكن استخدامها للسيطرة على الزبائن. وبالتالي، استفادت نادلات فيلادالفلفيا من عدم وجود تنظيم من قبل أصحاب العمل للعمل العاطفي، وذلك لتجنب النتائج السلبية المحتملة للعمل العاطفي.
على الرغم من أن باولز تسلط الضوء على العواقب الإيجابية للعمل العاطفي على فئة محددة من النادلات، إلا أن علماء آخرين وجدوا أيضًا عواقب سلبية للعمل العاطفي داخل صناعة النادلات. من خلال البحث المشارك لمدة ثمانية عشر شهرًا، وجدت بايارد دي فولو (2003) أن نادلات الكازينو يتم مراقبتهن بشكل كبير ورشوتهن ماليًا لأداء العمل العاطفي في مكان العمل. تحديدًا، يقول بايارد دي فولو (2003) أنه من خلال بيئة مجسدة جنسيًا ونظام تبذير سخي، يتحكم كل من أصحاب الكازينو والزبائن في سلوك النادلات ومظهرهن لصالحهم الشخصي ومتعتهم. على الرغم من أن لدى النادلات آليات خاصة للمقاومة الفردية والجماعية، إلا أن المراقبة المكثفة والمستمرة لأفعالهن من قبل إدارة الكازينو يجعل من الصعب تغيير ديناميات السلطة في مكان العمل في الكازينو.

#### موظفو الوجبات السريعة
من خلال استخدام المشاركة في الملاحظة والمقابلات، يدرس ليدنر (1993) كيف ينظم أصحاب المطاعم السريعة تفاعلات العاملين مع الزبائن. وفقًا لليدنر (1993)، يحاول أصحاب العمل تنظيم تفاعلات العاملين مع الزبائن فقط في ظروف معينة. على وجه التحديد، عندما يحاول أصحاب العمل تنظيم تفاعلات العاملين مع الزبائن، يعتقدون أن "جودة التفاعل مهمة لنجاح المشروع"، وأن العمال "غير قادرين أو غير راغبين في إجراء التفاعلات بشكل مناسب بمفردهم"، وأن "المهام نفسها ليست معقدة أو معتمدة على السياق". وفقًا لليدنر (1993)، ينطوي تنظيم تفاعلات الموظفين مع الزبائن على توحيد التفاعلات الشخصية للعاملين مع الزبائن. في مطاعم ماكدونالدز التي تمت دراستها في بحث ليدنر (1993)، تكون هذه التفاعلات محددة بدقة، ويتم مراقبة مدى الامتثال للسكربت واللوائح من قبل المعاونين.
بالإضافة إلى دراسة محاولات أصحاب العمل لتنظيم تفاعلات الموظفين مع الزبائن، يدرس ليدنر (1993) كيف يستجيب عمال المطاعم السريعة لهذه اللوائح. وفقًا لليدنر (1993)، يتطلب تلبية توقعات أصحاب العمل من العمال أن يشاركوا في نوع من العمل العاطفي. على سبيل المثال، من المتوقع من عمال ماكدونالدز أن يحيوا الزبائن بابتسامة ومشاعر ودية بغض النظر عن مزاجهم الخاص في ذلك الوقت. يشير ليدنر (1993) إلى أن الامتثال الصارم لهذه التوقعات يمكن أن يكون مضرًا على الأقل بمفهوم الذات والهوية للعمال. ومع ذلك، لم ترَ اليدنر (1993) العواقب السلبية للعمل العاطفي في العمال الذين درستهم. بدلاً من ذلك، حاول عمال ماكدونالدز تخصيص ردودهم على الزبائن بطرق صغيرة. تحديدًا، استخدموا الفكاهة أو المبالغة لإظهار تمردهم ضد التنظيم الصارم لتفاعلاتهم مع الزبائن.

### الأطباء
وفقًا لـ لارسون وياو (2005)، يجب أن يتسم تفاعل الأطباء مع مرضاهم بالتعاطف، لأن العلاقة الشخصية بين الأطباء والمرضى لا تزال ضرورية لتقديم رعاية صحية عالية الجودة، على الرغم من التقدم في التكنولوجيا الطبية. يؤكد لارسون وياو (2005) أن الأطباء يعتبرون التعاطف شكلًا من أشكال العمل العاطفي. تحديدًا، يشارك الأطباء في العمل العاطفي من خلال التصرف العميق عن طريق الشعور بالتعاطف الصادق قبل وأثناء وبعد التفاعل مع المرضى. من ناحية أخرى، يؤكد لارسون وياو (2005) أن الأطباء يشاركون في التمثيل السطحي عندما يظاهرون سلوكًا تعاطفيًا تجاه المريض. وعلى الرغم من أن لارسون وياو (2005) يؤكدان أن التصرف العميق هو المفضل، فإن الأطباء قد يعتمدون على التصرف السطحي عندما يكون التعاطف الصادق مع المرضى أمرًا مستحيلاً. بشكل عام، يؤكد لارسون وياو (2005) أن الأطباء يكونون أكثر فعالية ويستمتعون بمزيد من الرضا المهني عندما يشاركون في التعاطف من خلال التصرف العميق بسبب العمل العاطفي.

### عمل الشرطة
وفقًا لمارتن (1999)، يتضمن عمل الشرطة كميات كبيرة من العمل العاطفي من قبل الضباط، الذين يجب أن يسيطروا على تعابيرهم الوجهية والجسدية للعاطفة في حضور ضباط آخرين والمواطنين. على الرغم من أن الشرطة غالبًا ما يُنظر إليها على أنها عمل ذكوري بشكل نمطي يركز على مكافحة الجريمة، إلا أن العمل الشرطي يتطلب أيضًا من الضباط الحفاظ على النظام وتقديم مجموعة متنوعة من الخدمات الشخصية. على سبيل المثال، يجب أن يكون لدى الشرطة وجودًا قائدًا يسمح لهم بالتصرف بحزم والحفاظ على السيطرة في حالات غير متوقعة بينما يتمتعون بالقدرة على الاستماع والتحدث مع المواطنين بنشاط. وفقًا لمارتن (1999)، سيتم اعتبار ضابط شرطة يعرض غضبًا أو تعاطفًا أو أي عاطفة أخرى أثناء التعامل مع الخطر في الوظيفة كشخص غير قادر على تحمل ضغوط عمل الشرطة، بسبب الآراء الجنسية المتحيزة للعديد من ضباط الشرطة. بينما يجب على الشرطة أيضًا تحقيق توازن في إدارة الذات للعواطف أمام ضباط آخرين، يجب عليهم أيضًا استعادة النظام بحزم واستخدام مهارات شخصية فعالة لكسب ثقة وامتثال المواطنين. في النهاية، يؤثر قدرة ضباط الشرطة على القيام بالعمل العاطفي بفاعلية على كيفية رؤية ضباط الشرطة الآخرين والمواطنين لهم.

### الإدارة العامة
يُشير العديد من العلماء إلى أن كمية العمل العاطفي المطلوبة بين جميع مستويات الحكومة تكون أكبر على المستوى المحلي. يتواجد المسؤولية على عاتق المدن والمقاطعات للتأهب لحالات الطوارئ اليومية، والإطفاء، وإنفاذ القانون، والتعليم العام، والصحة العامة، وخدمات الأسرة والأطفال. يتوقع المواطنون في المجتمع أن يحصلوا على نفس مستوى الرضا من حكومتهم كما يحصلون في وظيفة تتمحور حول خدمة العملاء. يتطلب ذلك كمية كبيرة من العمل لكل من الموظفين وأرباب العمل في مجال الإدارة العامة. ينظر ماستراتشي وآدمز (2017) إلى الموظفين العامين وكيف أنهم قد يكونون عرضة للتهميش بسبب مطالب العمل العاطفي غير المدعومة من وظائفهم. يمكن أن يؤدي ذلك إلى التصرف السطحي وعدم الثقة في الإدارة. هناك مقارنتان تمثلان العمل العاطفي في إدارة الشؤون العامة، "العمل الرشيد مقابل العمل العاطفي"، و "العمل العاطفي مقابل الذكاء العاطفي".

#### الأداء
يُشير العديد من العلماء إلى أنه عندما يقوم المسؤولون العامون بالعمل العاطفي، فإنهم يتعاملون مع مواقف أكثر حساسية بكثير مقارنة بالموظفين في صناعة الخدمات. يكون السبب في ذلك هو أنهم في الخطوط الأمامية للحكومة ومن المتوقع منهم من المواطنين أن يخدموهم بسرعة وكفاءة. عندما يواجهون مواطنًا أو زميلاً في العمل، يستخدم المسؤولون العامون الاستشعار العاطفي لتقييم الحالة العاطفية للمواطن المحتاج. يقوم الموظفون بتقييم حالتهم العاطفية الخاصة للتأكد من أن العاطفة التي يعبّرون عنها مناسبة لأدوارهم. في الوقت نفسه، يجب عليهم تحديد كيفية التصرف لكي يحصلوا على الاستجابة المرغوبة من المواطن وكذلك من الزملاء. يقوم المسؤولون العامون بالعمل العاطفي من خلال خمس استراتيجياتمختلفة: المساعدة النفسية الأولية، والأقفاص والخزائن، والهدوء الجنوني، والفكاهة، والحس السليم.

#### تعريف: العمل الرشيد مقابل العمل العاطفي
وفقًا لماري غاي، لا تركز الإدارة العامة فقط على الجانب التجاري للإدارة ولكن أيضًا على الجانب الشخصي. إنها ليست مجرد جمع فواتير المياه أو قوانين الأراضي لبناء ممتلكات جديدة، بل تتعلق أيضًا بجودة الحياة والشعور بالمجتمع الذي يتم تخصيصه للأفراد من قبل مسؤولي المدينة. العمل الرشيد هو القدرة على التفكير بشكل معرفي وتحليلي، بينما العمل العاطفي يعني التفكير بشكل أكثر عملية ومنطقية.

#### تعريف: الذكاء مقابل الذكاء العاطفي
يُعرف الذكاء العاطفي بأنه القدرة على قمع وإدارة مشاعر الشخص الخاصة به. وتعتبر القدرة على السيطرة على المشاعر الخاصة بالفرد وتحقيق ذلك على مستوى عالٍ ضمانًا لقدرته على خدمة المحتاجين. يتم تنفيذ الذكاء العاطفي أثناء أداء العمل العاطفي، وبدون أحدهما لا يمكن أن يكون الآخر موجودًا.

## الجنس
استخدم ماكدونالد وسيرياني (1996) مصطلح "البروليتارية العاطفية" لوصف وظائف الخدمة التي يقوم فيها "العمال بأعمال عاطفية حيث يُطلب منهم أن يظهروا الود والتأدب تجاه العملاء". بسبب التأدب، يميل هذا النوع من الوظائف إلى أن يتم تصنيفها كوظائف نسائية، بغض النظر عن عدد النساء الفعلي العاملات في هذه الوظائف. وفقًا لماكدونالد وسيرياني (1996)، بسبب أن التأدب عبارة عن سمة مطلوبة من جميع الأشخاص في مناصب هيكلية غير مواتية، خاصة النساء، عندما يُصبح التأدب متطلبًا وظيفيًا، فمن المرجح أن يكون النساء ممثلات بشكل زائد في هذه الوظائف. يدعي ماكدونالد وسيرياني (1996) أنه "[في] أي منطقة أخرى من العمل المأجور، لا ترتبط الخصائص الشخصية للعاملين بقوة بطبيعة العمل". وبالتالي، وفقًا لماكدونالد وسيرياني (1996)، على الرغم من أن جميع العمال الموظفين في اقتصاد الخدمات قد يواجهون صعوبة في الحفاظ على كرامتهم وهويتهم الذاتية بسبب مطالب العمل العاطفي، إلا أن هذه المسألة قد تكون مشكلة خاصة بالنساء العاملات.
يؤثر العمل العاطفي أيضًا على النساء من خلال تعزيز الفصل المهني وفجوة الأجور بين الجنسين. يُشار في كثير من الأحيان إلى الفصل المهني، وهو الاتجاه النظامي لعمل الرجال والنساء في مهن مختلفة، كسبب لعدم تحقيق المرأة للمساواة في الأجور مقارنة بالرجال. ووفقا لغاي ونيومان (2004)، يمكن تعزيز الفصل المهني وفجوة الأجور بين الجنسين جزئيًا على الأقل بسبب العمل العاطفي. تحديدًا، المهام المتعلقة بالعمل التي تتطلب العمل العاطفي الذي يُعتقد أنه طبيعي للنساء، مثل الرعاية والتعاطف، تعد متطلبات للعديد من المهن التي يهيمن عليها النساء. ومع ذلك، وفقًا لـ غاي ونيومان (2004)، فإن هذه المهام المؤنثة ليست جزءًا من وصف الوظيفة الرسمي والتقييمات الأدائية: "يتم استبعاد العمل من وصف الوظيفة والتقييمات الأدائية، ويصبح العمل غير مرئي وغير معتمد. يعتمد الخدمة العامة بشكل كبير على مثل هذه المهارات، ومع ذلك، فإن أنظمة الخدمة المدنية التي يتم تصميمها استنادًا إلى افتراضات عصر ماضي لا تعترف بالعمل العاطفي ولا تعوض عنه". ووفقًا لـ غاي ونيومان (2004)، فإن النساء العاملات في المناصب التي تتطلب العمل العاطفي بالإضافة إلى العمل العادي لا يتم تعويضهن عن هذا العمل الإضافي بسبب الفكرة الجنسية المتحيزة بأنه يُمكن توقع هذا العمل الإضافي منهن بسبب كونهن نساء. وقد وجد غاي وأزهار (2018) أن التعبيرات العاطفية بين الجنسين تتأثر بالثقافة. أظهرت هذه الدراسة أن هناك تباينًا في كيفية تفسير النساء والرجال للكلمات ذات الطابع العاطفي، وخصوصًا أظهرت النتائج أن الثقافة تلعب دورًا كبيرًا في هذه الاختلافات بين الجنسين.

## التبعات
تظهر الدراسات أن عرض العاطفة الإيجابية في تفاعلات الخدمة، مثل الابتسامة ونقل الود، يرتبط بشكل إيجابي بمشاعر العملاء الإيجابية والنتائج المهمة، مثل النية في العودة والنية في توصية المتجر للآخرين وإدراك جودة الخدمة العامة. هناك أدلة تشير إلى أن العمل العاطفي قد يؤدي إلى إرهاق واستنزاف عاطفي لدى الموظفين مع مرور الوقت، وقد يقلل أيضًا من رضا الموظفين عن وظائفهم. يعني ذلك أن درجة استخدام تنظيم العواطف في العمل يرتبط بدرجات أعلى من الإرهاق العاطفي لدى الموظفين ودرجات أقل من رضا الموظفين عن وظائفهم.
هناك أدلة تجريبية تشير إلى أن مستويات أعباء العمل العاطفي الأعلى لا تحصل على مكافأة موحدة من خلال زيادة الأجور. بدلاً من ذلك، يعتمد الأمر على مستوى المتطلبات العقلانية العامة المطلوبة في العمل. يعني ذلك أن الوظائف التي تتطلب متطلبات عقلانية عالية تظهر أجورًا متزايدة مع زيادة أعباء العمل العاطفي، بينما تظهر الوظائف ذات المتطلبات العقلانية المنخفضة عقوبة مالية مع زيادة أعباء العمل العاطفي. بالإضافة إلى ذلك، تشير الابتكارات التي تزيد من تمكين الموظفين - مثل التحويل إلى التعاونيات العمالية أو نظام إدارة المشاركة المشتركة أو هياكل العمل المسطحة - إلى زيادة مستويات العمل العاطفي للعمال مع تحملهم مزيدًا من المسؤوليات في مكان العمل.

### مهارات التكيف
يحدث التكيف استجابةً للضغوط النفسية - غالبًا ما يتم تحفيزها بواسطة التغييرات - في محاولة للحفاظ على الصحة العقلية والرفاهية العاطفية. يتم وصف عوامل التوتر في الحياة في كثير من الأحيان على أنها أحداث سلبية (فقدان وظيفة). ومع ذلك، يمكن أن تشكل التغييرات الإيجابية في الحياة (وظيفة جديدة) أيضًا عوامل توتر في الحياة، وبالتالي تتطلب استخدام مهارات التكيف للتكيف. إستراتيجيات التكيف هي السلوكيات والأفكار والعواطف التي تستخدمها للتكيف مع التغييرات التي تحدث في حياتك. استخدام مهارات التكيف سيساعد الشخص على تحسين نفسه في مكان العمل والأداء بأفضل قدراته لتحقيق النجاح. هناك العديد من الطرق للتكيف مع التغييرات. بعض الطرق تشمل مشاركة العواطف مع الأقران، والاستمتاع بحياة اجتماعية صحية خارج العمل، وأن تكون مرحًا، وضبط توقعات الذات والعمل. هذه المهارات ستساعد على تحويل العواطف السلبية إلى إيجابية وتسمح بالتركيز أكثر على الجمهور بدلاً من الذات.

## مقالات ذات صلة
- ماء الوجه
- تنظيم انفعالي ذاتي
- ذكاء عاطفي
- عرض وجداني